# Маслов, Николай Васильевич (военный)
Николай Васильевич Маслов (1902—1944) — старший сержант Рабоче-крестьянской Красной Армии, участник Великой Отечественной войны, Герой Советского Союза (1944).

## Биография
Николай Маслов родился 22 декабря 1902 года в деревне Узлова (ныне — Абатский район Тюменской области). Окончил начальную школу. До войны работал председателем колхоза. В 1941 году Маслов был призван на службу в Рабоче-крестьянскую Красную Армию. С августа того же года — на фронтах Великой Отечественной войны. К сентябрю 1943 года гвардии старший сержант Николай Маслов командовал пулемётным отделением 37-го гвардейского стрелкового полка 12-й гвардейской стрелковой дивизии 61-й армии Центрального фронта. Отличился во время битвы за Днепр.
28 сентября 1943 года отделение Маслова в числе первых переправилось через Днепр в районе деревни Глушец Лоевского района Гомельской области Белорусской ССР и приняло активное участие в боях за захват и удержание плацдарма на его западном берегу, продержавшись до переправы основных сил.
Указом Президиума Верховного Совета СССР «О присвоении звания Героя Советского Союза генералам, офицерскому, сержантскому и рядовому составу Красной Армии» от 15 января 1944 года за «образцовое выполнение боевых заданий командования по форсированию реки Днепр и проявленные при этом мужество и героизм» гвардии старший сержант Николай Маслов был удостоен высокого звания Героя Советского Союза с вручением ордена Ленина и медали «Золотая Звезда».
30 марта 1944 года Маслов погиб в бою. Похоронен в городе Тысменица Ивано-Франковской области Украины.